# Federação de Futebol da República Quirguiz
A Federação de Futebol da República Quirguiz (FFKR) (em quirguiz:  Кыргыз Республикасынын футбол федерациясы) é o órgão dirigente do futebol do Quirguistão. Foi fundada em 1992 e é filiada à Federação Internacional de Futebol (FIFA) e à Confederação Asiática de Futebol (AFC) desde 1994. Semetei Sultanov é o atual presidente da federação. A entidade controla a seleção nacional, a seleção nacional de futsal e patrocina a primeira divisão do Campeonato Quirguiz.